# Torrente Tappino - Colle Ricchetta
Torrente Tappino - Colle Ricchetta este o arie protejată (arie specială de conservare — SAC, sit de importanță comunitară — SCI) din Italia întinsă pe o suprafață de 347 ha, integral pe uscat.

## Localizare
Centrul sitului Torrente Tappino - Colle Ricchetta este situat la coordonatele 41°34′13″N 14°49′19″E / 41.570278°N 14.821944°E.

## Înființare
Situl Torrente Tappino - Colle Ricchetta a fost declarat sit de importanță comunitară în septembrie 1995 pentru a proteja 1 specie de plante și 13 specii de animale. Situl a fost protejat și ca arie specială de conservare în martie 2017.

## Biodiversitate
Situată în ecoregiunea mediteraneană, aria protejată conține 4 habitate naturale: Pajiști uscate seminaturale și facies de acoperire cu tufișuri pe substraturi calcaroase (Festuco-Brometalia) (* situri importante pentru orhidee), Pseudostepă cu ierburi și specii anuale de Thero-Brachypodietea, Galerii de Salix alba și de Populus alba, Păduri de stejar alb estice.
La baza desemnării sitului se află mai multe specii protejate:
- plante (1): Stipa austroitalica
- păsări (11): pescăruș albastru (Alcedo atthis), stârc cenușiu (Ardea cinerea), stârc roșu (Ardea purpurea), caprimulg (Caprimulgus europaeus), erete vânăt (Circus cyaneus), egretă mică (Egretta garzetta), Falco biarmicus, Gallinago media, stârc pitic (Ixobrychus minutus), gaia neagră (Milvus migrans), gaia roșie (Milvus milvus)
- nevertebrate (2): fluturele de noapte (Eriogaster catax), Osmoderma eremita

Pe lângă speciile protejate, pe teritoriul sitului au mai fost identificate 8 specii de plante.